# Stubdrup (Sydslesvig)
Stubdrup (dansk) eller Stobdrup (tysk) er en spredt bebyggelse beliggende sydvest for Nisvrå og tæt på Eskeris Møllestrøm i det nordøstlige Angel i Sydslesvig. Administrativt hører bebyggelsen under Nisvrå Kommune i Slesvig-Flensborg kreds i den nordtyske delstat Slesvig-Holsten. I kirkelig henseende hører stedet under Eskeris Sogn. Sognet lå i Ny Herred (Flensborg Amt, Sønderjylland), da området tilhørte Danmark.
Stubdrup er første gang nævnt 1352. Stednavnet er afledt af (træ-)stub og beskriver tilbageblivende stubber i et ellers ryddet område. Navnet forekommer flere gange i det nuværende Danmark og Skåne. En del af landsbyen hørte under Udmark gods. I 1844 nævnes syv gårde og to kådnersteder (husmandssted). Ved Stubdrup er der tre fredede gamle broer over Lipping Åen samt to over Eskeris Møllestrøm. Ved Lipping Å fandtes tidligere en kornmølle, som nævntes 1594 som Ny Herreds vandmølle. Stubdrup var en selvstændig kommune, inden den blev indlemmet i Nisvrå i 1970. Den forhenværende kommune rådede 1970 over over et areal på 165 ha og havde 61 indbyggere, dengang den mindste kommune i Angel, målt på indbyggertallet. Stubdrups ovre by er på 23 m og tilbyder en god udsigt over markerne omkring. Der er flere vandrestier til Skadelund og Esgrus eller mod øst til Stavsmark.